# Squash TV
Squash TV è il servizio ufficiale di live e video on demand sviluppato dalla Professional Squash Association, l'organo di governo più importante per il circuito di squash professionistico maschile e femminile.
Il servizio è stato lanciato nel 2009 e il primo evento ad essere trasmesso è stato il Saudi Open, vinto da Ramy Ashour.

## Commentatori

Joey Barrington, Paul Johnson e Lee Drew durante l’US Open 2016

|   | Nome            |
| - | --------------- |
| 1 | Joey Barrington |
| 2 | Paul Johnson    |
| 3 | Simon Parke     |
| 4 | Chris Gordon    |
| 5 | Lee Drew        |
| 6 | Johnny Williams |